# Camptogona duboscqui
Camptogona duboscqui är en mångfotingart som först beskrevs av Broelmann 1903.  Camptogona duboscqui ingår i släktet Camptogona och familjen Anthogonidae. Inga underarter finns listade i Catalogue of Life.